# Adorf (Diemelsee)
Adorf (Ausspracheⓘ) ist ein Ortsteil der Gemeinde Diemelsee im nordhessischen Landkreis Waldeck-Frankenberg. Im Jahr 2020 hat der Ort eine 900-jährige Ortsgeschichte. Adorf ist der nach Einwohnerzahl größte Ortsteil der Gemeinde Diemelsee und Sitz der Gemeindeverwaltung.

## Geographie

### Geographische Lage
Adorf liegt in der Waldecker Tafel und im Naturpark Diemelsee an der Rhene. Im Ort sind die Landesstraßen 3076, 3078 und 3082 miteinander verbunden. In der naturräumlichen Gliederung des Ostsauerländer Gebirgsrandes sind die Adorfer Bucht (Naturraum 332.6, auch Vorupländer Bucht genannt) und der Adorfer Grund (Naturraum 332.62) bekannt. Die dem Ort zugerechnete Gemarkungsgröße beträgt 1.607 Hektar. Bekannte (auch aufgegebene) Siedlungsplätze in der Gemarkung von Adorf sind bzw. waren:
- Auf dem Dansenberg
- Auf den Pöhlen
- Bismarck Stollen (Gewerbesiedlung)
- Esbeck (Diemelsee)
- Grube Christiane (ehemaliges Bergwerk)
- Im Grund
- Kappensteiner Mühle
- Kleine Mühle
- Martenberg
- Meer
- Mühlhausen (Wüstung)
- Rhenegger Mühle
- Vasberger Straße
- Vornsbergerhütte
- Burg Adorf
- Burg Esbeck
- Steffenburg

### Nachbarorte
Adorf ist Ortsteil und Sitz der Gemeinde Diemelsee. Die Lage und Richtung zu den Nachbarorten ist nebenstehend dargestellt.

### Klima
Im Gebiet von Adorf herrscht gemäßigtes Mittelgebirgsklima. Aktualisierte Informationen befinden sich im Abschnitt Weblinks.
|                        | Jan  | Feb | Mär | Apr | Mai  | Jun  | Jul | Aug  | Sep  | Okt | Nov | Dez |   |     |
| Mittl. Temperatur (°C) | −0,7 | 0,9 | 3,3 | 7,5 | 11,4 | 14,8 | 16  | 15,7 | 13,1 | 8,8 | 3,7 | 0,9 | ⌀ | 8   |
|                        |      |     |     |     |      |      |     |      |      |     |     |     |   |     |
| Niederschlag (mm)      | 84   | 63  | 72  | 61  | 76   | 86   | 87  | 74   | 79   | 75  | 72  | 91  | Σ | 920 |

|  |

|  |

|  |

|  |

|  |

|  |

|  |

|  |

|  |

|  |

|  |

|  |

|  |

|  |

|  |

|  |

|  |

|  |

|  |

|  |

|  |

|  |

|  |

|  |

## Geschichte

### Ur- und Frühgeschichte
Die früheste Anwesenheit von Menschen in der Adorfer Region ist durch jungsteinzeitliche Streufunde belegt. Im Bestand des Wolfgang-Bonhage-Museum Korbach sind entsprechende Fundstücke aus dieser Zeit und nachfolgenden Perioden. Streufunde Funde zur keltischen Besiedlung in der Region werden ab dem 5. Jahrhundert datiert. Der Latènezeit folgte Besiedlung durch Germanen. Die Bereiche von germanischen Stämmen haben sich in der Region mehrfach verschoben. Anfänglich gibt es in der Region Cherusker und Chatten. Später finden sich Sugambrer und Marser in der Region. Römische Besiedlung um Adorf ist nicht bekannt; die nächsten Nachweise zu Römern finden sich im heutigen Gebiet von Ostwestfalen-Lippe. Für die Zeit von etwa 100 bis etwa 500 ist kaum etwas zur regionalen Geschichte bekannt.

### Mittelalter

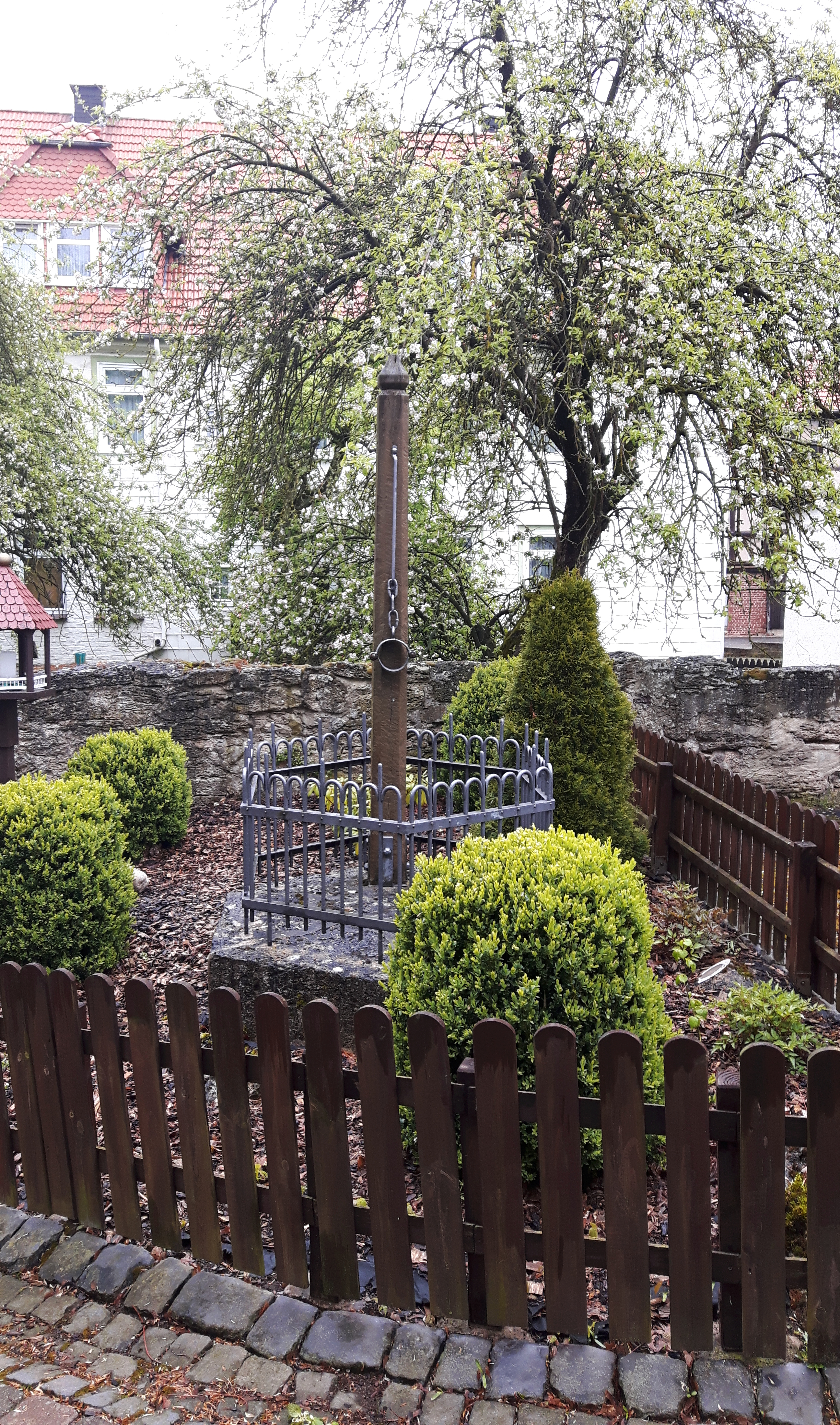
Schandpfahl in Adorf

Adorf befand sich in Grenzbereichen der sächsischen und fränkischen Gebiete. Ab etwa 690 war Adorf im Einflussbereich der Angrivarier (auch als Angrevarier, Angarier, Engern, lateinisch: Angrivarii, Angarii bekannt). Der Missionierung der Chatten folgend, setzte auch im Bereich von Adorf die Christianisierung ein. Adorf war zunächst im Einflussbereich der Eresburg (im heutigen Marsberg) und wurde von dort missioniert. Später lag Adorf im frühmittelalterlichen Gau Nithersi der später auch als Itergowe, Pago Itherga und Grafschaft Itter bekannt war.
1120 wurde der Ort „Adorp“ erstmals erwähnt, als „Thietmar“ (auch als Ditmar, Diethmar bekannt), der Bruder des Erpo von Padberg, und dessen Witwe Beatrix den Besitz dem Erzbischof Friedrich von Köln überließen. Die nächste urkundliche Erwähnung als „Adorp“ erfolgte 1194 in einer Urkunde zum Kloster Flechtdorf. 1228 wird mit „Brunonis militis de Athorpe“ ein örtliches Adels- oder Ministerialengeschlecht genannt. „Athorp“ wurde 1231 bei der Aufteilung der Archidiakonate in Paderborn erwähnt und dem Bereich „Horhusen“ (Marsberg) zugewiesen. Die Padberger Fehde in den 1410er Jahren wurde unweit von Adorf ausgetragen. Lippold von Canstein überfiel im Jahr 1510 den Ort; er brannte, raubte, mordete und nahm Einwohner gefangen, die später gemartert und getötet wurden. Daraus entwickelte sich eine Fehde mit den Grafen von Waldeck, die erst 1512 endete.
Der Ort wird in historischen Dokumenten mit folgenden wechselnden Schreibweisen erwähnt: Adorp (1120), Athorpe (1228), Athorp (1231), Adorp (1340), Adorff (1733).

### Neuzeit

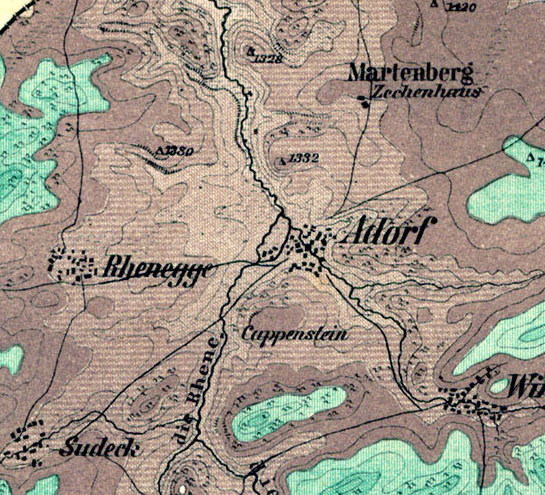
Lage und Verkehrsanbindung von Adorf um 1866

Die Firma REKTOL wurde 1892 ursprünglich als Fettwarenversandtgeschäft C. Pohlmann von der Familie Pohlmann in Adorf gegründet. Die Firma war bis 1902 in Adorf ansässig. Mit 125-jähriger Geschichte ist die Firma noch in Korbach aktiv und liefert im 21. Jahrhundert Spezialöle und Schmierstoffe.
Die Adorfer Tradition der Pferdezucht ist bis in Zeiten vor dem Dreißigjährigen Krieg bekannt. Die „Gestütsstation“ in Adorf war eine Filiale des Hessischen Landesgestüt Dillenburg. Sie wurde 1987 nach 100-jährigem Bestehen geschlossen, weil in Landwirtschaft kaum noch Pferde gebraucht wurden. Die heutige Pferdezucht in und um Adorf wird maßgebend vom Pferdezuchtverein Nordhessen betreut.

### Bergbau

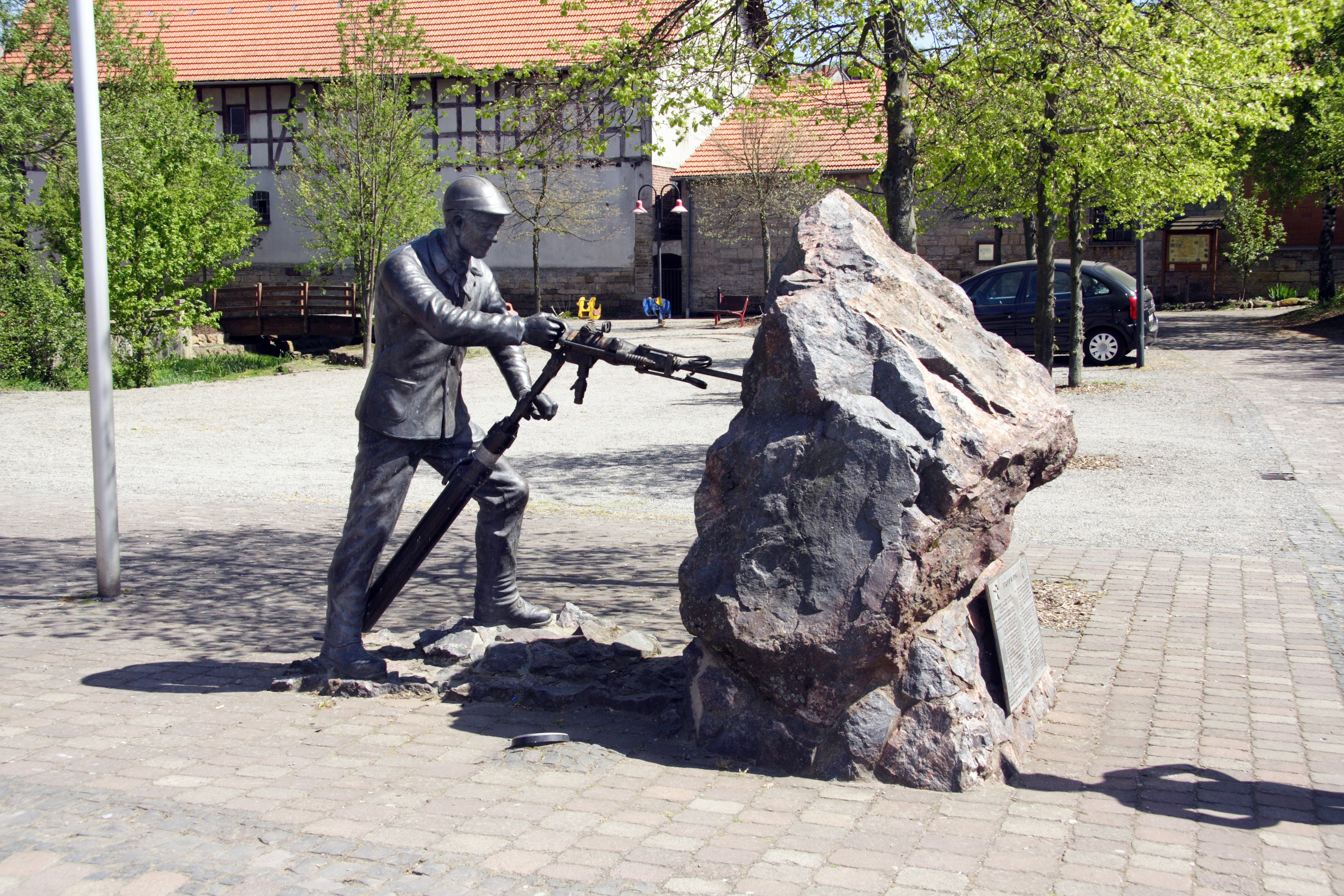
Bergmannsdenkmal

Die älteste Urkunde über den Eisenerzabbau in Adorf stammt vom 5. Januar 1273. Sie bestätigt das Schürfrecht im Raum Esbeck, einer Wüstung im Raum Adorf, südlich der ehemaligen Schachtanlage Webbel, in „Uppspringe“, dem heutigen Giershagen, und am „Ameslyth“, dem heutigen Arnstein bei Padberg. Gleichzeitig werden in dieser die Eigentumsverhältnisse zwischen dem Kloster Bredelar und den in der Gegend begüterten Adelsgeschlechtern geregelt.
Die Gruben am Martenberg – Webbel, Christiane, Eckefeld, Hubertus und Reinhard – spielten für den Adorfer Bergbau eine große Rolle. Immer wieder wurden sie zu Streitobjekten zwischen dem Kloster Bredelar und örtlichen Adelsgeschlechtern. Bereits 1495 und 1613 ließen sich die Waldecker Grafen vom Kaiser mit dem Bergregal (Nutzung der Bodenschätze) belehnen.
Nach über 800-jähriger Tradition des Adorfer Erzbergbaues wurde am 16. April 1963 im Revier Martenberg die letzte Förderschicht, im Rahmen der Stilllegung des gesamten inländischen Eisenerzbergbaus von Mannesmann, gefahren. In der Zeit von 1938 bis 1963 waren allein in der Grube Christiane 1.720.996 Tonnen Erz gefördert worden. Für den Transport der Erze nach Bredelar wurde die Rhene-Diemeltalbahn betrieben.
Heute betreibt der Knappenverein Adorf in der ehemaligen Grube Christiane ein Besucherbergwerk. Die Eröffnung fand am 17. Mai 1986 statt. Ein Bergbaumuseum wurde am 20. April 1989 eröffnet.

### Hessische Gebietsreform (1970–1977)
Zum 31. Dezember 1971 entstand im Zuge der Gebietsreform in Hessen durch den freiwilligen Zusammenschluss der bis dahin selbständigen Gemeinden Adorf, Benkhausen, Deisfeld, Flechtdorf, Giebringhausen, Heringhausen, Ottlar, Rhenegge, Schweinsbühl, Stormbruch, Sudeck, Vasbeck und Wirmighausen die neue Gemeinde Diemelsee. Sitz der Gemeindeverwaltung wurde Adorf.
Für die ehemals selbständigen Gemeinden von Diemelsee wurden gemäß Hauptsatzung Ortsbezirke mit Ortsbeirat und Ortsvorsteher errichtet. Die Grenzen der Ortsbezirke folgen grundsätzlich den Gemarkungsgrenzen. Der Ortsbezirk Adorf wird abweichend davon über die Gemarkung Adorf hinaus um einige angrenzende Neubaugebiete erweitert.

### Verwaltungsgeschichte im Überblick
Die folgende Liste zeigt die Staaten und Verwaltungseinheiten, denen Adorf angehörte:
- 1536 und später: Heiliges Römisches Reich, Grafschaft Waldeck, Amt Eisenberg
- ab 1712: Heiliges Römisches Reich, Fürstentum Waldeck, Amt Eisenberg
- ab 1806: Fürstentum Waldeck, Amt Eisenberg
- ab 1815: Fürstentum Waldeck, Oberamt des Eisenbergs
- ab 1816: Fürstentum Waldeck, Oberjustizamt des Eisenbergs
- ab 1850: Fürstentum Waldeck-Pyrmont (seit 1849), Kreis des Eisenbergs[Anm. 1]
- ab 1867: Fürstentum Waldeck-Pyrmont (Akzessionsvertrag mit Preußen), Kreis des Eisenbergs
- ab 1871: Deutsches Reich, Fürstentum Waldeck-Pyrmont, Kreis des Eisenbergs
- ab 1919: Deutsches Reich, Freistaat Waldeck-Pyrmont, Kreis des Eisenbergs
- ab 1929: Deutsches Reich, Freistaat Preußen, Provinz Hessen-Nassau, Regierungsbezirk Kassel, Kreis des Eisenbergs
- ab 1942: Deutsches Reich, Freistaat Preußen, Provinz Hessen-Nassau, Regierungsbezirk Kassel, Landkreis Waldeck
- ab 1944: Deutsches Reich, Freistaat Preußen, Provinz Kurhessen, Regierungsbezirk Kassel, Landkreis Waldeck
- ab 1945: Deutsches Reich, Amerikanische Besatzungszone, Groß-Hessen, Regierungsbezirk Kassel, Landkreis Waldeck
- ab 1946: Deutsches Reich, Amerikanische Besatzungszone, Hessen, Regierungsbezirk Kassel, Landkreis Waldeck
- ab 1949: Bundesrepublik Deutschland, Hessen, Regierungsbezirk Kassel, Landkreis Waldeck
- ab 1972: Bundesrepublik Deutschland, Hessen, Regierungsbezirk Kassel, Landkreis Waldeck, Gemeinde Diemelsee
- ab 1974: Bundesrepublik Deutschland, Hessen, Regierungsbezirk Kassel, Landkreis Waldeck-Frankenberg, Gemeinde Diemelsee

## Bevölkerung

### Einwohnerstruktur 2011
Nach den Erhebungen des Zensus 2011 lebten am Stichtag dem 9. Mai 2011 in Adorf 1596 Einwohner. Darunter waren 33 (2,1 %) Ausländer.
Nach dem Lebensalter waren 306 Einwohner unter 18 Jahren, 636 waren zwischen 18 und 49, 324 zwischen 50 und 64 und 327 Einwohner waren älter. Die Einwohner lebten in 351 Haushalten. Davon waren 186 Singlehaushalte, 171 Paare ohne Kinder und 228 Paare mit Kindern, sowie 60 Alleinerziehende und 6 Wohngemeinschaften. In 132 Haushalten lebten ausschließlich Senioren und in 423 Haushaltungen leben keine Senioren.

### Einwohnerentwicklung
(Quelle: Historisches Ortslexikon)
- 1541: 44 Häuser
- 1620: 64 Häuser
- 1650: 43 Häuser
- 1738: 102 Häuser
- 1770: 107 Häuser, 673 Einwohner

| Adorf: Einwohnerzahlen von 1770 bis 2020 | Adorf: Einwohnerzahlen von 1770 bis 2020 | Adorf: Einwohnerzahlen von 1770 bis 2020 | Adorf: Einwohnerzahlen von 1770 bis 2020 | Adorf: Einwohnerzahlen von 1770 bis 2020 |
| --- | ---------------------------------------- | ---------------------------------------- | ---------------------------------------- | ---------------------------------------- |
| Jahr |                                          |                                          |                                          | Einwohner                                |
| 1770 | 1770                                     |                                          | 673                                      | 673                                      |
| 1800 | 1800                                     |                                          | ?                                        | ?                                        |
| 1834 | 1834                                     |                                          | 854                                      | 854                                      |
| 1840 | 1840                                     |                                          | 876                                      | 876                                      |
| 1846 | 1846                                     |                                          | 886                                      | 886                                      |
| 1852 | 1852                                     |                                          | 905                                      | 905                                      |
| 1858 | 1858                                     |                                          | 876                                      | 876                                      |
| 1864 | 1864                                     |                                          | 942                                      | 942                                      |
| 1871 | 1871                                     |                                          | 904                                      | 904                                      |
| 1875 | 1875                                     |                                          | 903                                      | 903                                      |
| 1885 | 1885                                     |                                          | 1.094                                    | 1.094                                    |
| 1895 | 1895                                     |                                          | 1.148                                    | 1.148                                    |
| 1905 | 1905                                     |                                          | 1.142                                    | 1.142                                    |
| 1910 | 1910                                     |                                          | 1.112                                    | 1.112                                    |
| 1925 | 1925                                     |                                          | 1.110                                    | 1.110                                    |
| 1939 | 1939                                     |                                          | 1.137                                    | 1.137                                    |
| 1946 | 1946                                     |                                          | 1.615                                    | 1.615                                    |
| 1950 | 1950                                     |                                          | 1.642                                    | 1.642                                    |
| 1956 | 1956                                     |                                          | 1.499                                    | 1.499                                    |
| 1961 | 1961                                     |                                          | 1.582                                    | 1.582                                    |
| 1967 | 1967                                     |                                          | 1.546                                    | 1.546                                    |
| 1980 | 1980                                     |                                          | ?                                        | ?                                        |
| 1990 | 1990                                     |                                          | ?                                        | ?                                        |
| 2001 | 2001                                     |                                          | 1.645                                    | 1.645                                    |
| 2011 | 2011                                     |                                          | 1.596                                    | 1.596                                    |
| 2015 | 2015                                     |                                          | 1.573                                    | 1.573                                    |
| 2020 | 2020                                     |                                          | 1.585                                    | 1.585                                    |
| Datenquelle: Historisches Gemeindeverzeichnis für Hessen: Die Bevölkerung der Gemeinden 1834 bis 1967. Wiesbaden: Hessisches Statistisches Landesamt, 1968. Weitere Quellen: LAGIS; Gemeinde Diemelsee; Zensus 2011 |                                          |                                          |                                          |                                          |

Einwohner mit Hauptwohnsitz in Adorf seit 2001:
| Jahr | Einwohner |
| ---- | --------- |
| 2001 | 1645      |
| 2002 | 1695      |
| 2010 | 1625      |
| 2011 | 1608      |
| 2012 | 1608      |
| 2013 | 1548      |

| Jahr | Einwohner |
| ---- | --------- |
| 2014 | 1549      |
| 2015 | 1573      |
| 2016 | 1591      |
| 2017 | 1592      |
| 2018 | 1595      |
| 2019 | 1554      |

## Religion

### Historische Religionszugehörigkeit
Wie der größte Teil der ehemaligen Grafschaft Waldeck-Pyrmont liegt Adorf historisch in einem vorwiegend protestantischen Gebiet.
- 1895: 1082 evangelische (= 94,25 %), 22 katholische (= 1,92 %), 11 anderes christliche-konfessionelle (= 0,96 %), 33 jüdische (= 2,87 %) Einwohner[1]
- 1961: 1405 evangelische (= 88,81 %), 159 katholische (= 10,05 %) Einwohner[1]

### Jüdische Gemeinde

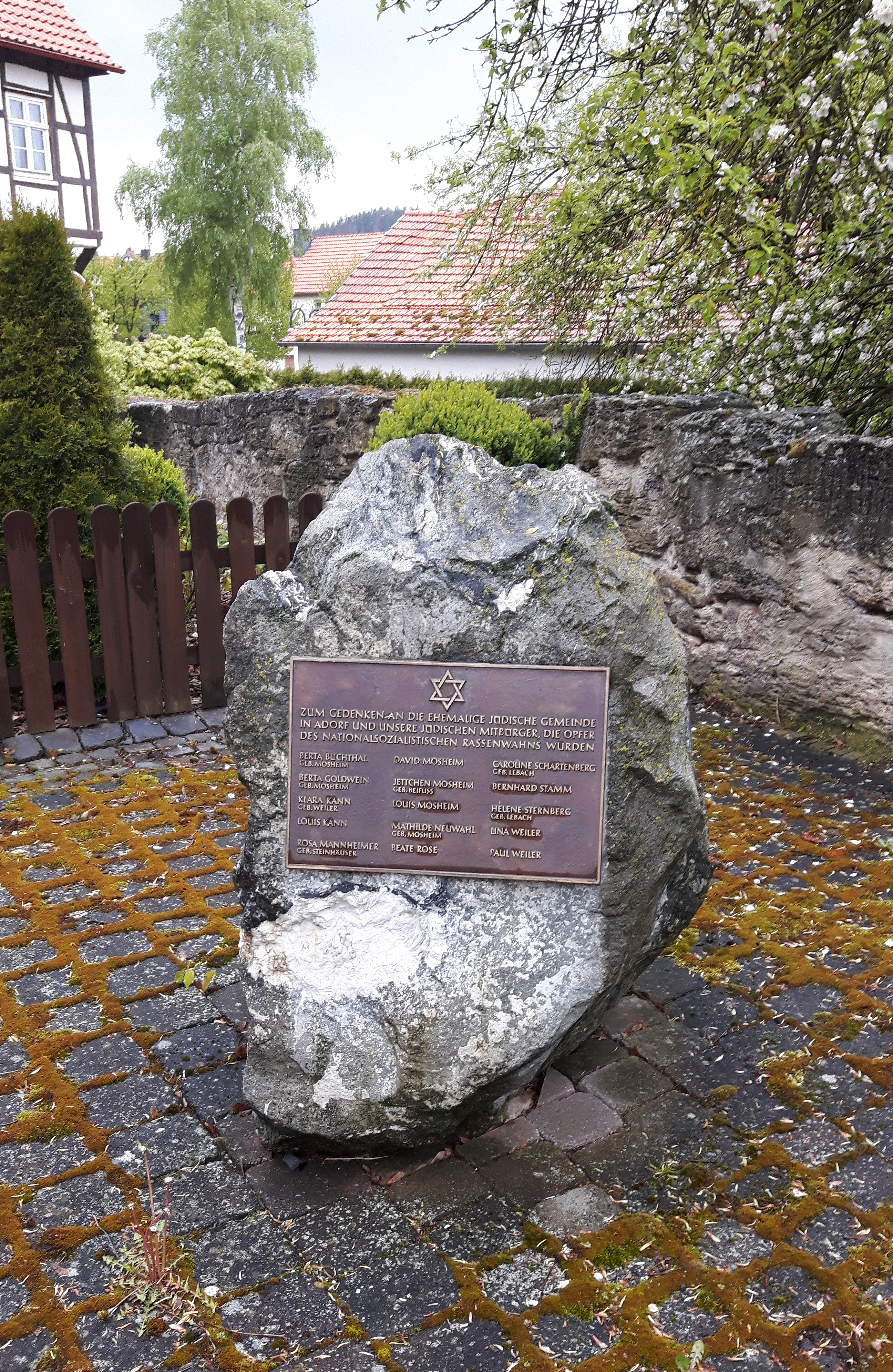
Gedenkstein

In der Zeit vom 18. Jahrhundert bis 1939 zur Zeit des Nationalsozialismus bestand eine jüdische Gemeinde im Ort. 1832 erhielt sie von Fürst Georg II. zu Waldeck und Pyrmont die Genehmigung zur Einrichtung einer Synagoge. Vom damaligen Bürgermeister Adolph Schwarzenberg, der vom jüdischen Glauben zum Christentum konvertiert war, kaufte man ein Fachwerkhaus. 1855 wird das Synagogengebäude in einem Register als der „Juden-Tempel“ benannt. An weiteren Einrichtungen bestanden ein rituelles Bad (Mikwe) und eine Religionsschule (um 1872 wird eine für den Unterricht gemietete Schulstube in der Bergstraße erwähnt).
Anfang des 19. Jahrhunderts legte die jüdische Gemeinde einen Friedhof an. Von 1809 bis 1936 wurde hier bestattet. Der Friedhof befindet sich in unmittelbarer Nähe der Dansenberghalle. Die Friedhofsfläche beträgt 8,85 ar. (Über die Zufahrt zur Dansenberghalle kommt man zum Friedhof.)

## Politik
Bürgermeister
Nicht alle Bürgermeister oder Ortsvorsteher des Ortes sind noch bekannt. In früheren Zeiten waren Ortsrichter (Schultheiß) gleichzeitig die Ortsleiter. Nach der 1971er Eingemeindung und der Verwaltungsreform hat der Ort neben dem Bürgermeister zusätzlich einen Ortsvorsteher für Adorf. Einige der dazu bekannten Personen sind:
Übersicht der Ortsleiter, Bürgermeister, Ortsvorsteher sowie der örtlichen Schultheiße und Richter

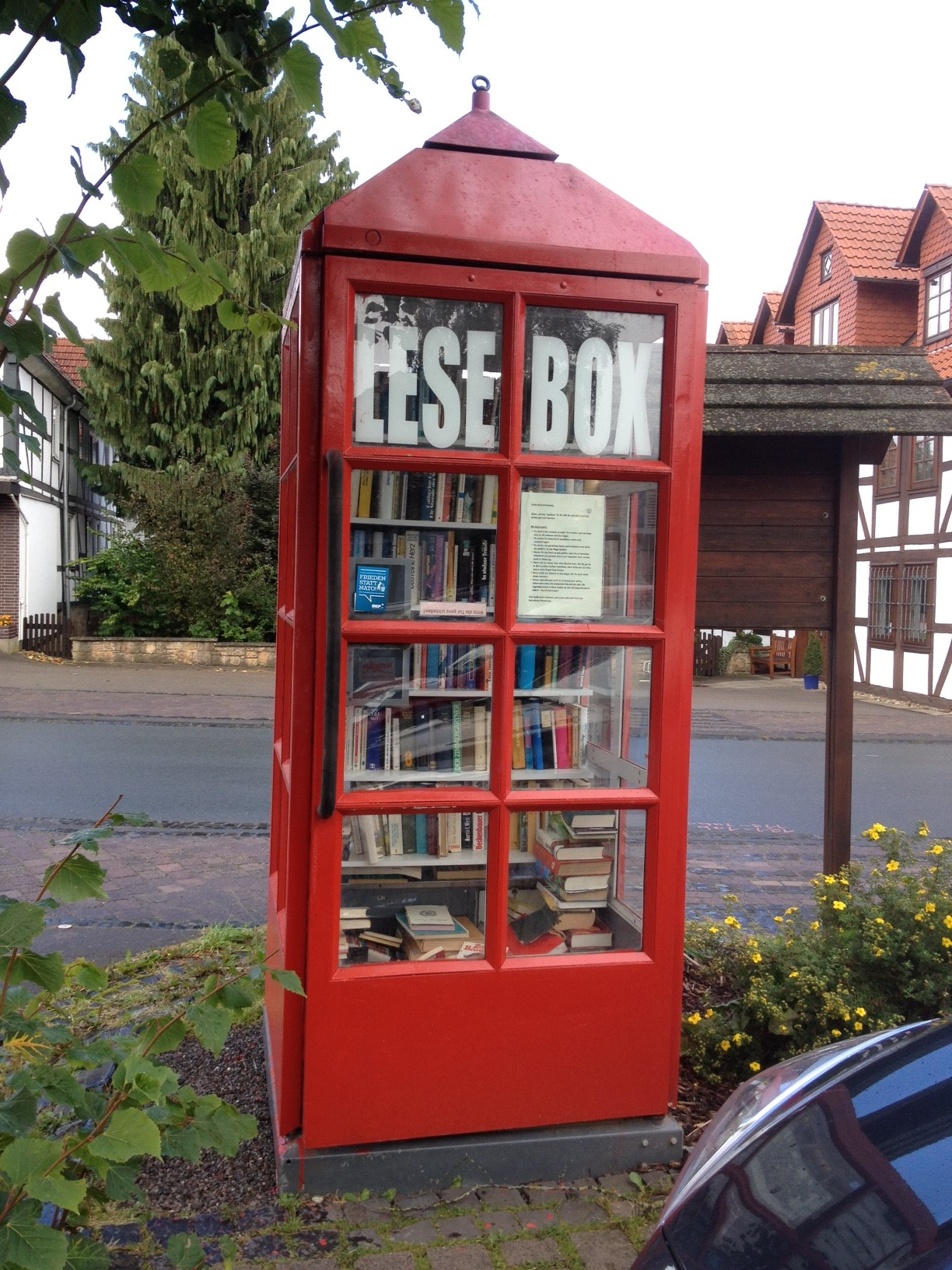
Tauschbibliothek in Adorf

| 1971–1972 | –– Institution der Großgemeinde ––               |
| 1972–1977 | Bürgermeister Karl Klemm                         |
|           | * 1972–1974 Ortsvorsteher August Müller          |
| 1977–1981 | Bürgermeister Willi Scheuermann                  |
|           | * 1974–1981 Ortsvorsteher Friedrich Wilhelm Bähr |
| 1981–1985 | Bürgermeister Jürgen Fischer                     |
|           | * 1981–1988 Ortsvorsteher Otto Witsch            |
|           | * 1974–1981 Ortsvorsteher Friedrich Wilhelm Bähr |
| 1985–1989 | Bürgermeister Jürgen Fischer                     |
|           | * 1981–1988 Ortsvorsteher Otto Witsch            |
| 1989–1994 | Bürgermeister Jürgen Fischer                     |
|           | * 1988–1989 Ortsvorsteher Rolf Behle             |
|           | * 1989–2011 Ortsvorsteher Hans Hiemer            |
| 1994–1999 | Bürgermeister Jürgen Fischer                     |
|           | * 1989–2011 Ortsvorsteher Hans Hiemer            |
| 1999–2005 | Bürgermeister Jürgen Fischer                     |
|           | * 1989–2011 Ortsvorsteher Hans Hiemer            |
| 1999–2005 | Bürgermeister Jürgen Fischer                     |
|           | * 1989–2011 Ortsvorsteher Hans Hiemer            |
| 2005–2011 | Bürgermeister Volker Becker                      |
|           | * 1989–2011 Ortsvorsteher Hans Hiemer            |
| 2011–2017 | Bürgermeister Volker Becker                      |
|           | * 2011–2013 Ortsvorsteher Klaus Pohlmann         |
| 2017–     | Bürgermeister Volker Becker                      |
|           | * 2013–Ortsvorsteher Bernd Becker                |

| bis 1909  | Carl Brühne                     |
| bis 1912  | Carl Brühne                     |
| ab 1912   | Wilhelm Pohlmann                |
| ab 1915   | Fritz Meier                     |
|           | (Bürgermeisterstellvertreter)   |
| 1915      | Wilhelm Brüne                   |
|           | (gewählt, Amt nicht angenommen) |
| 1916–1933 | Karl Wilke                      |
| 1933–1939 | Wilhelm Lahme                   |
| 1939–1940 | Christian Klöser                |
| 1940      | Alwin Emde (vermisst)           |
| 1940–1944 | Christian Klöser                |
| 1944      | Karl Emde                       |
| 1945      | Heinrich Pohlmann               |
| 1945–1956 | Karl Müller                     |
| 1956–1961 | Christian Steinhard             |
| 1961–1971 | Karl Klemm                      |

| ab 1475 | Curde Ludecken                           |
| ab 1556 | Herman Hellingbrods                      |
| ab 1578 | Otto Prünen                              |
| ab 1584 | Peter Gerhardts                          |
| ab 1611 | Behle                                    |
| ab 1621 | Wulf                                     |
| ab 1648 | Johann Breunen                           |
| ab 1676 | Joachim Stockhusen                       |
| ab 1686 | Franz Zacharias Breunen                  |
| ab 1694 | Johann Otto Schröter                     |
| ab 1727 | Joh. Ulrich Lahme                        |
| ab 1741 | Johann Henrich Christian Brühne          |
| ab 1767 | Johann Friedrich Bangert                 |
| ab 1776 | Johann Ernst Brüne                       |
| ab 1791 | Johann Ernst Friedrich Brüne             |
| ab 1808 | Christian Friedrich Bangert              |
| ab 1825 | Johann Christoph Bertold                 |
| ab 1835 | Anton Friedrich Brüne                    |
| ab 1838 | Christian Friedrich Brüne                |
| ab 1840 | Bernhard Ludwig Bunte                    |
| ab 1850 | Wilhelm Schwarzenberg                    |
| ab 1854 | Philipp Becker vulgo Knust               |
| ab 1856 | Heinrich Wilhelm Schwarzenberg           |
| ab 1867 | Christian Friedrich Brühne, vulgo Hunold |
| ab 1891 | Wilhelm Pohlmann, genannt Bangert        |
| ab 1899 | Carl Brühne, vulgo Hunold                |

## Kultur und Sehenswürdigkeiten
Adorf hat einen historischen Ortskern mit verkehrsberuhigten Bereichen und Ruhezonen. In diesem Bereich finden sich Denkmale und Gewässer und historische Bauten und eine öffentliche Tauschbibliothek. Im näheren Umfeld finden sich Naturdenkmale wie die Martenberg-Klippe. Weitere Sehenswürdigkeiten finden sich in der örtlichen Liste der Naturdenkmale.
- Ein Museum zum Bergbau befindet sich in den Räumen des Besucherbergwerkes Grube Christiane.
- Der Adorfer Burschenclub betreibt eine Waldkegelbahn in Adorf.[34]
- Ein öffentlicher Bücherschrank befindet sich auf dem zentralen Dorfplatz.

### Bauwerke

#### Wasserburg Adorf

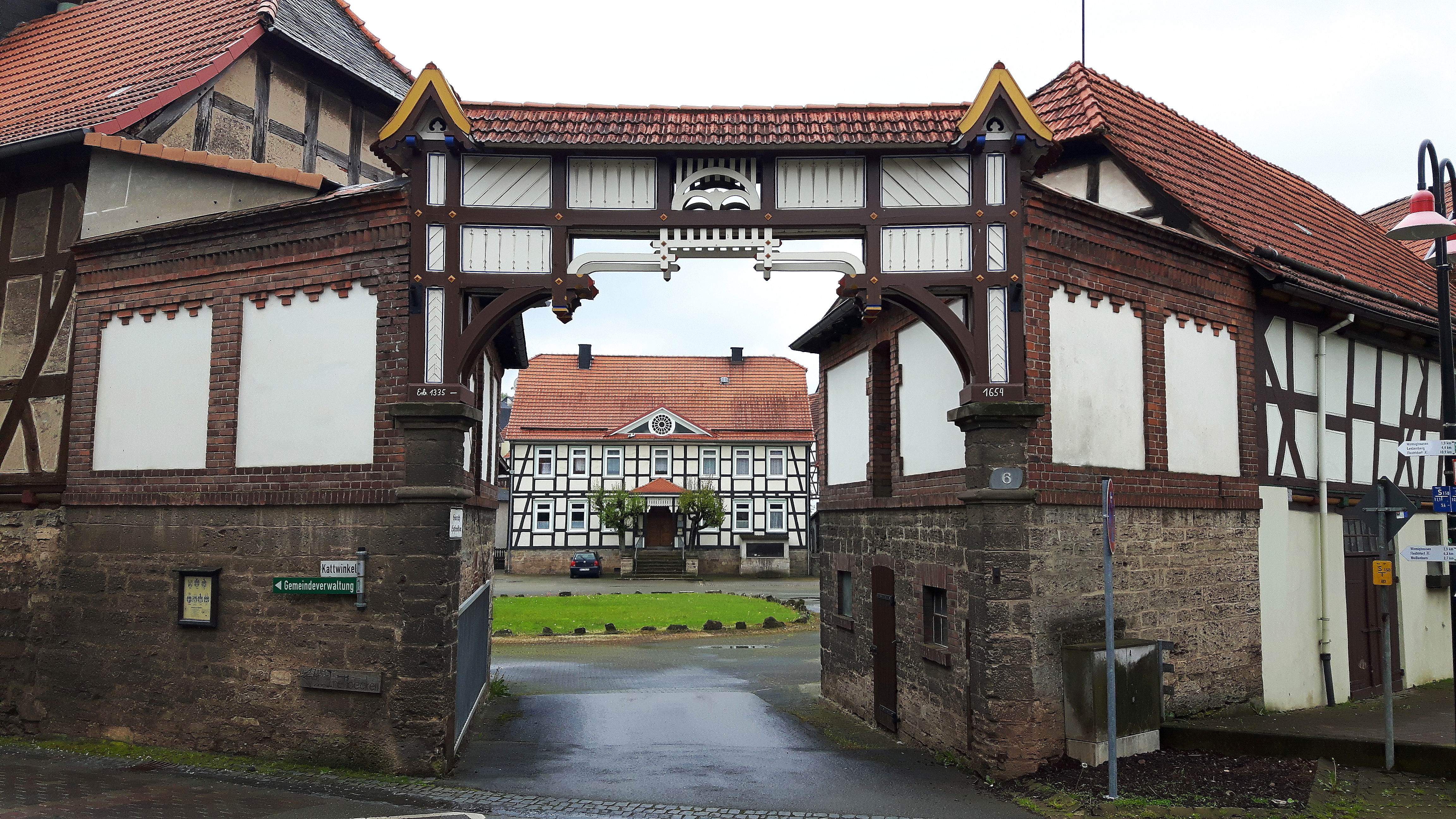
Ehemalige Burg Adorf, heutiges Herrenhaus

Im Mittelalter war Adorf ein Marktort, in dessen Mitte sich die kleine Burg Adorf befand. Vermutlich im 13. Jahrhundert, das genaue Datum ist nicht bekannt, erbauten die Herren von Athorpe eine mit Wassergräben gesicherte Kemenate. Die Gräben wurden von der Wirme gespeist. 1368 werden als Besitzer des Burggutes die Herren von Dalwigk genannt. 1463 war ein Johann von Huck im Besitz der Burg; er verkaufte sie 1468 an die Waldecker Grafen. Anfang des 19. Jahrhunderts wurden die Befestigungen und das Burghaus abgebrochen und durch das heutige Herrenhaus ersetzt. Nach 1860 war dieses im Besitz der Freiherren von Elverfeldt, die ihren Sitz auf Schloss Canstein hatten. Die Burg befand sich in der Ortsmitte. Von ihr sind nur noch wenige Reste der Ringmauer vorhanden.

#### Steffenburg
Westlich der Wasserburg befand sich die Steffenburg. Es handelte sich vermutlich um eine kleine Turmburg oder Kemenate, die Anfang des 16. Jahrhunderts durch Curd von Ense errichtet wurde. Im Jahre 1507 trug er sie dem Grafen Philipp II. von Waldeck-Eisenberg zu Lehen auf. Die Anlage wechselte mehrfach ihre Besitzer. Im 18. Jahrhundert wurde sie wegen eines Straßenbaus abgebrochen.

#### Burg Esbeck
Die Burg Esbeck ist eine abgegangene Wasserburg zwischen Adorf und Borntosten. Noch erkennbar sind heute der teilweise gefüllte, ringförmige Wassergraben sowie Mauerreste von zwei Gebäuden.

#### Evangelische Kirche

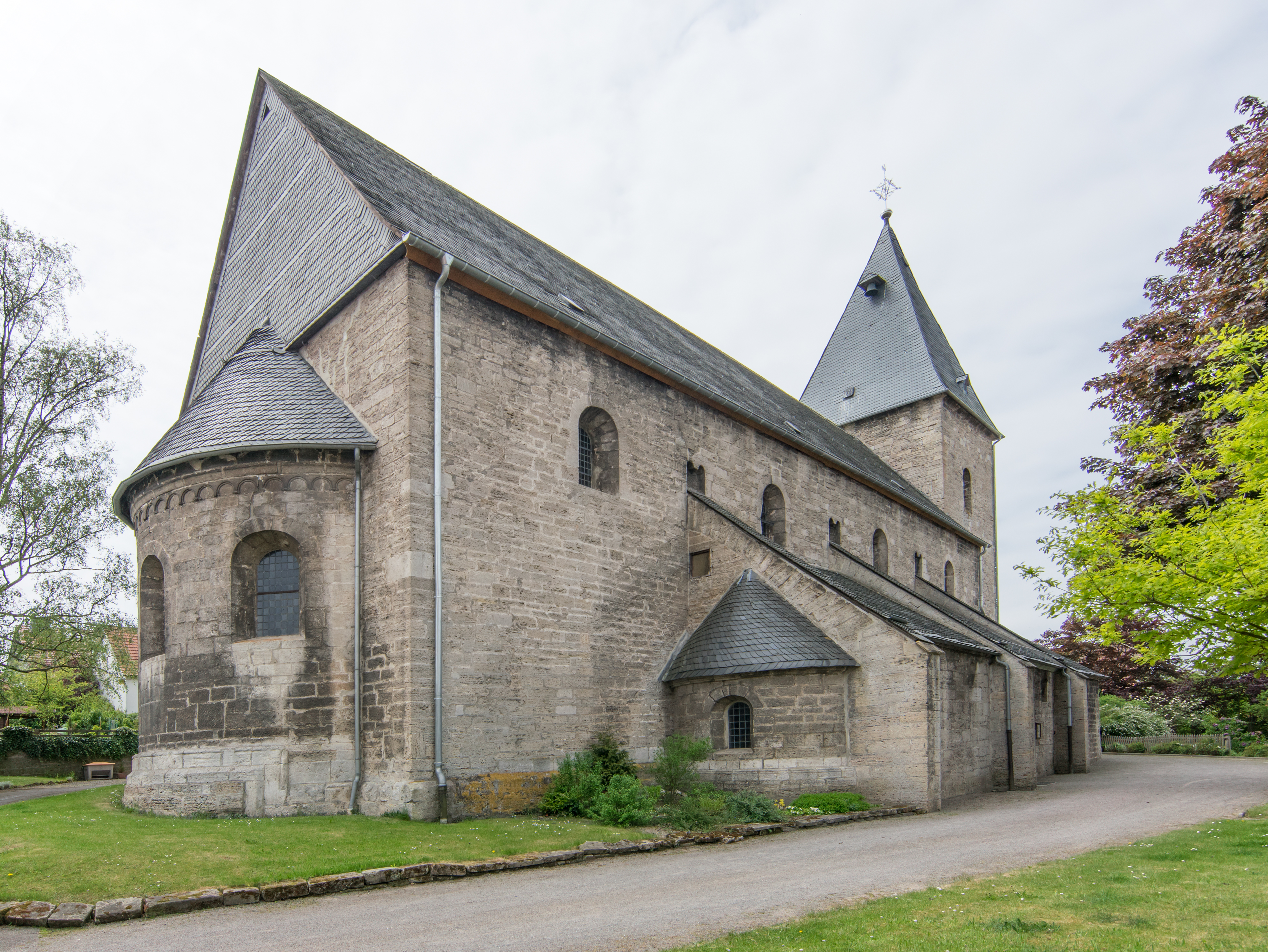
Evangelische St.-Johannis-Kirche

Die romanische Basilika St. Johannis, Johannes dem Täufer gewidmet, war früher eine Wehrkirche. Selbst der Kirchhof war durch eine hohe Bruchsteinmauer geschützt. Die Gründung ist wahrscheinlich auf das Kloster Corvey zurückzuführen. Über die genaue Erbauungszeit gibt es widersprüchliche Angaben, so dass von einer Erbauung zwischen 1180 und 1190 ausgegangen werden kann. Das Kirchengebäude selbst ist eine querschifflose Gewölbebasilika. Die evangelische Gemeinde nutzt die Kirche heute. Sie gehört zu den ältesten Pfarreien im nördlichen Waldeck. Bis 1215 war Adorf Archidiakonat. Zum Amtsbereich gehörten neben Adorf zeitweise die Pfarreien Eimelrod, Heringhausen, Flechtdorf, Schweinsbühl, Usseln und Wirmighausen. Nach der Auflösung 1215 wurde die Pfarrei dem Archidiakonat Horhusen (heute Niedermarsberg) eingegliedert.

#### Katholische Kirche

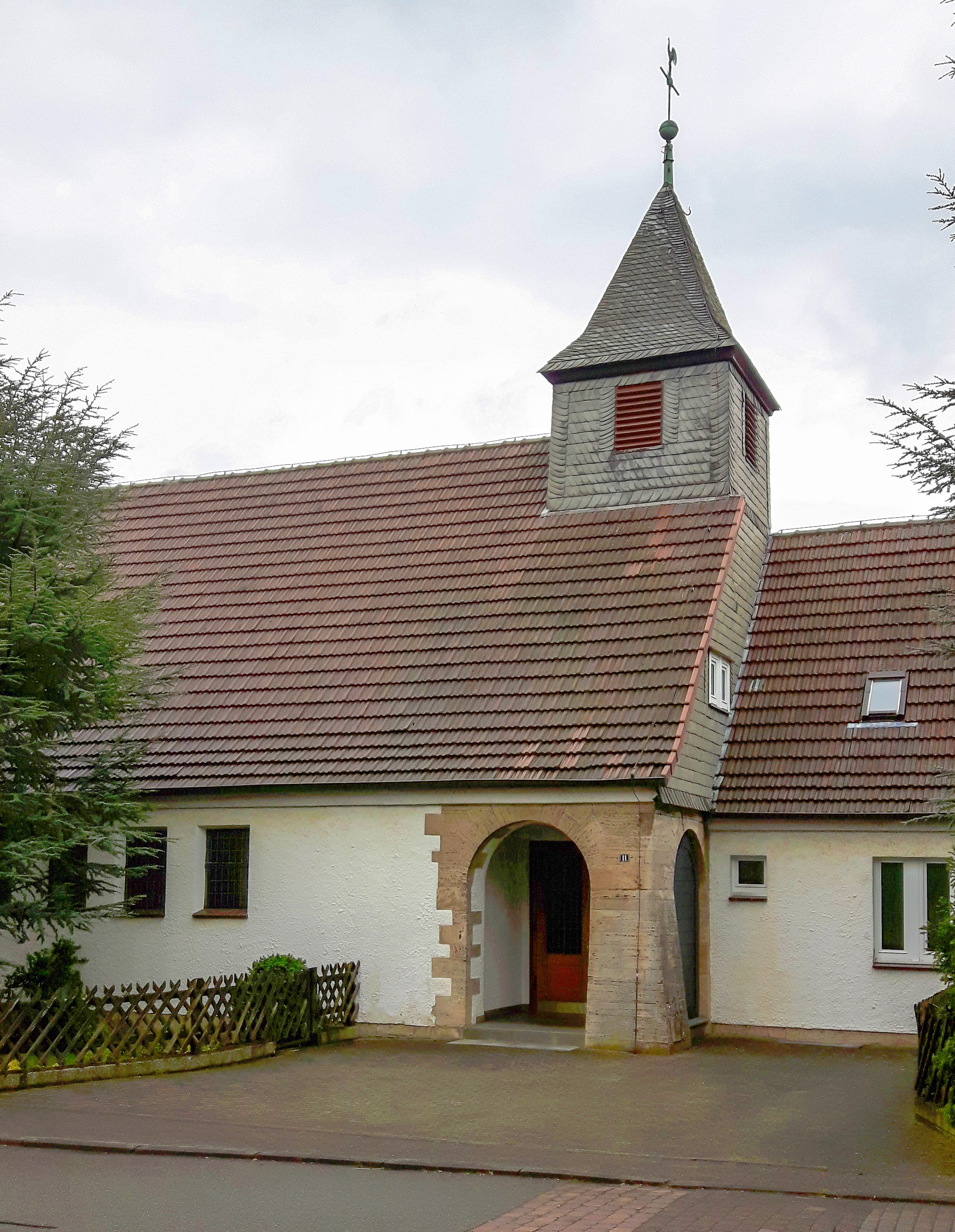
Katholische Kirche St. Marien

Bis in die Mitte der 1940er Jahre gab es in Adorf nur wenige Katholiken. Nach dem Zweiten Weltkrieg fanden zahlreiche Heimatvertriebene und Flüchtlinge, darunter auch viele Katholiken, in Adorf und den umliegenden Gemeinden eine neue Heimat. Nach der deutschen Wiedervereinigung wuchs die katholische Gemeinde durch den Zuzug von Migranten aus der ehemaligen Sowjetunion, Polen und Osteuropa.
Im Jahr 1950 wurde mit dem Bau der St. Marienkirche begonnen. Im April 1951 wurde sie der Schmerzensreichen Gottesmutter geweiht. Seit 1984 ist sie eine Filialkirche der Korbacher Kirchengemeinde „St. Marien“. Im Glockenstuhl befindet sich eine Glocke aus dem Jahr 1797 mit der Inschrift: „Mein Ruf bedeutet Gottes Ehr, wie auch zur Schul und Kinderlehr“. Sie stammt vermutlich aus Bontkirchen.

### Naturschutzgebiet Am Mühlenberg bei Adorf
Nördlich von Adorf befindet sich das Naturschutzgebiet Am Mühlenberg bei Adorf. Es hat eine Größe von 33 ha und wurde 1992 wegen seines besonderen Artenreichtums an Pflanzen ausgewiesen. Das Gebiet ist auch als FFH-Gebiet ausgewiesen.

### Regelmäßige Veranstaltungen
In Adorf bekannt sind der „Adorfer Ostermarkt“, der „Adorfer Kram- und Viehmarkt“ (auch „Diemelseer Viehmarkt in Adorf“) und das „Adorfer Schützenfest“. 2016 fand der 500. „Kram- und Viehmarkt“ in Adorf statt. Das Freischießen gibt es in Adorf seit 1514. Seit 1978 wird von den örtlichen Jugendvereinen ein Disco-Abend veranstaltet, der im November stattfindet.

### Vereine
Das Vereinsleben von Adorf widmet sich öffentlichen Aufgaben, der Natur sowie sozialen und kulturhistorischen Interessen. Mit der hessischen Verfassungsreform 2018 wurde die Förderung des ehrenamtlichen Engagements als Staatsziel aufgenommen. Das ehrenamtliche Engagement in nordhessischen Orten wie Adorf wurde in Untersuchungen als bemerkenswerter Bestandteil der Zukunftssicherung erkannt. Nennenswerte Vereine des Ortes sind:
| - Burschenclub Adorf, BCA (1970) - Chor Sing and Praise (1998) - Dreschclub Adorf (1987) - DRK-Ortsverein Adorf (1886) - Evangelischer Kirchenchor Adorf - Freiwillige Feuerwehr Diemelsee-Adorf - Jagdgenossenschaft Adorf - Jagdhornbläsercorps Adorf | - Kaninchenzuchtverein Adorf (K 71) - Knappenchor (2001) - Knappenverein Adorf (1875) - Ländlicher Reit- und Fahrverein Diemelsee - Landjugendgruppe Adorf (1953) - Landfrauenverein Adorf - MGV Liedertafel Adorf - Motorsport Verein Diemelsee (1977) | - Reservisten Kameradschaft Rhene/Diemel - Schulorchester der Mittelpunktschule Adorf - Schützengesellschaft Adorf 1514 - Spielmanns- und Musikzug der Freiwilligen Feuerwehr Adorf - VfL Adorf–Verein für Leibesübungen 02 - VdK Ortsgruppe Adorf - Verkehrsverein Adorf |

### Auszeichnungen und Wettbewerbe
- Der Ort erhielt mehrmals Preise im Wettbewerb Unser Dorf hat Zukunft.
- 2019 erhielt der „Dorfgasthof Zur Linde“ in Adorf den sechsten Platz in der „Auszeichnung der 50 besten Dorfgasthäuser Hessens“.[49]

## Wirtschaft und Infrastruktur
Im Ort gibt es ein Dorfgemeinschaftshaus und die Dansenberghalle mit bis zu 800 Sitzplätzen. Adorf ist Einkaufszentrum für Bewohner der näheren Orte. Es gibt zwei Discountmärkte und mehrere Geschäfte für diverse Waren, die Apotheke Adorf, zwei Banken, eine Postfiliale und die Gemeindeverwaltung. Mehrere Dienstleistungsunternehmen im Baugewerbe, im Automobilgewerbe, ein zahntechnischer Betrieb, zwei Friseursalons, ein Landmaschinenreparaturbetrieb und ein Raiffeisen-Standort mit Tankstelle sind im Ort. Zusätzlich sind im öffentlichen Bereich die Gemeindefeuerwehr und ein Rettungsdienst der Johanniter-Unfall-Hilfe zu nennen. Die Mittelpunktschule von Adorf gilt als älteste Einrichtung dieser Art in Waldeck. Das Freibad der Gemeinde ist in Vasbeck, das Hallenbad befindet sich in Heringhausen. Die Rhene-Diemeltalbahn nach Bredelar wurde 1963 stillgelegt. Die nächsten Bahnanschlüsse finden sich in Bredelar, in Korbach und in Bad Arolsen. Der öffentliche Busnahverkehr wird durch ein System mit “Anrufsammeltaxis” ergänzt, das von der Gemeinde gestützt wird.

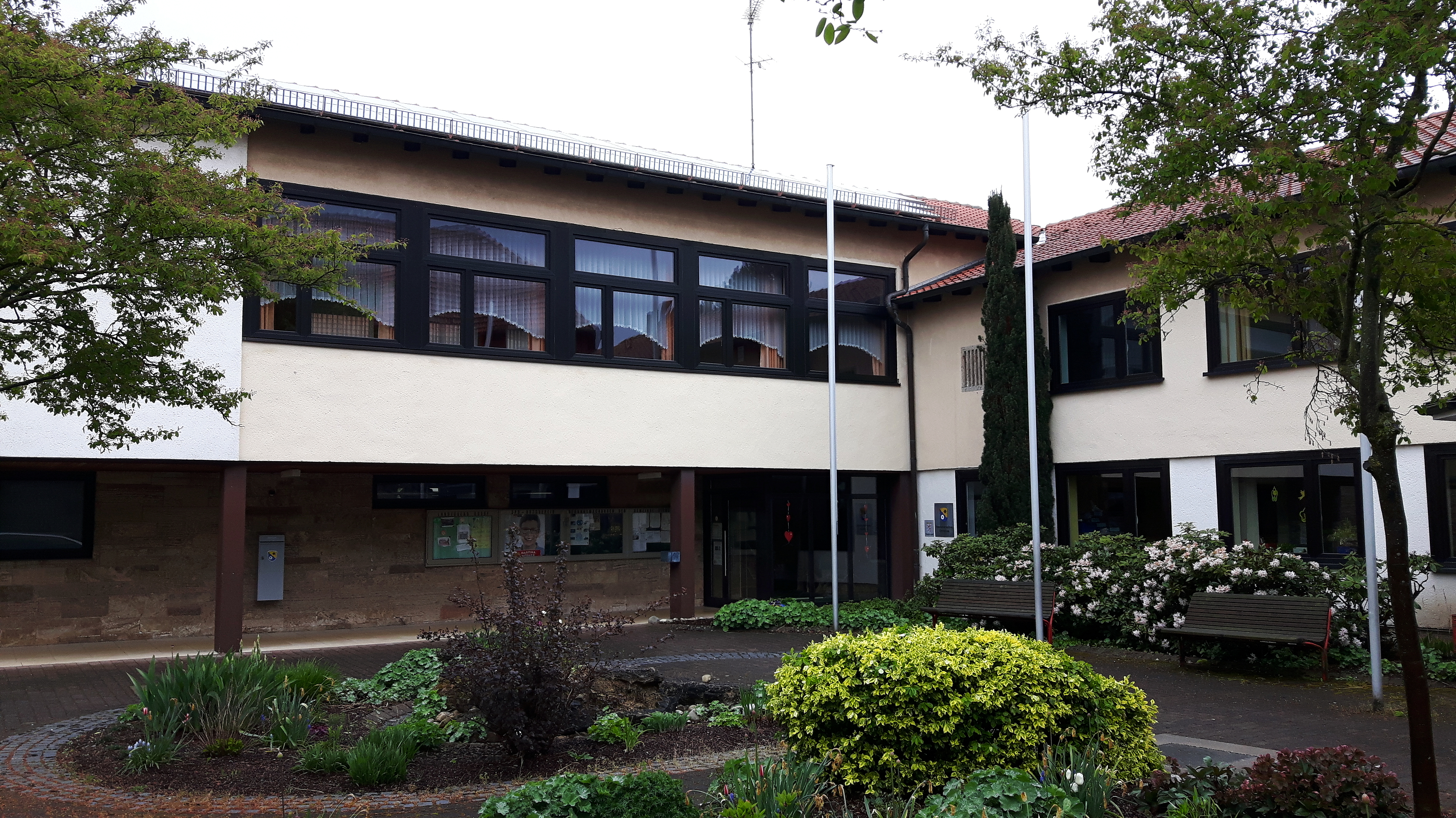
Gemeindeverwaltung in Adorf
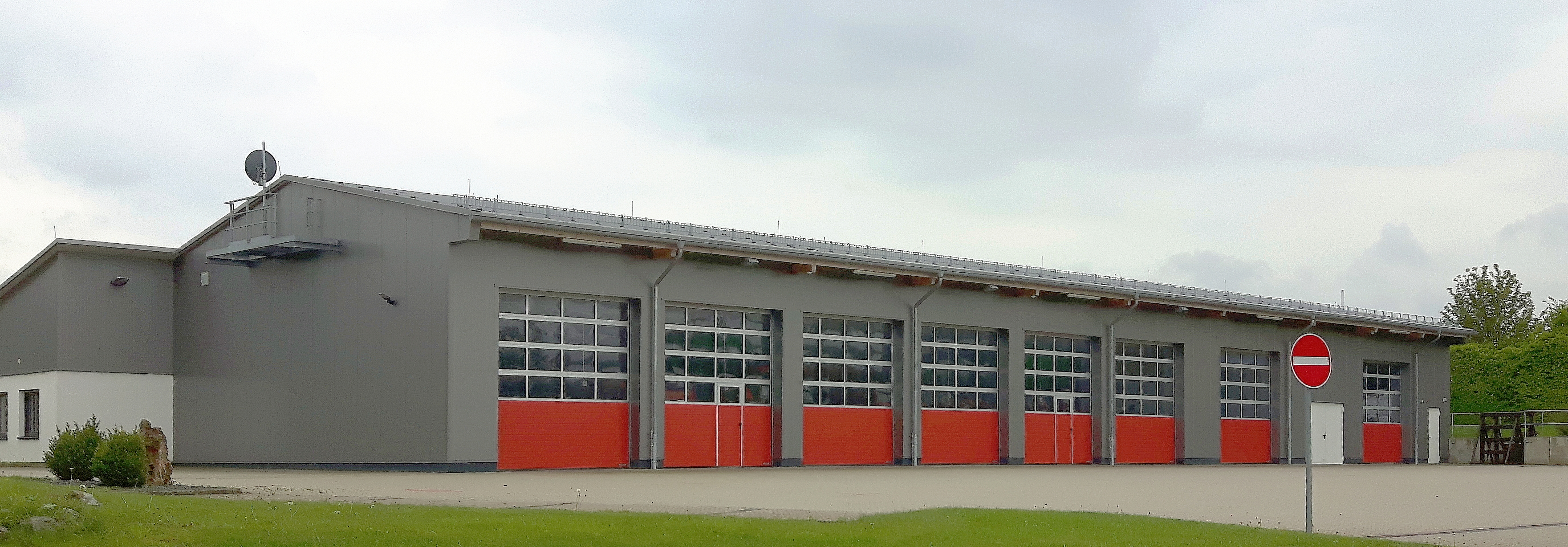
Feuerwehrhaus in Adorf
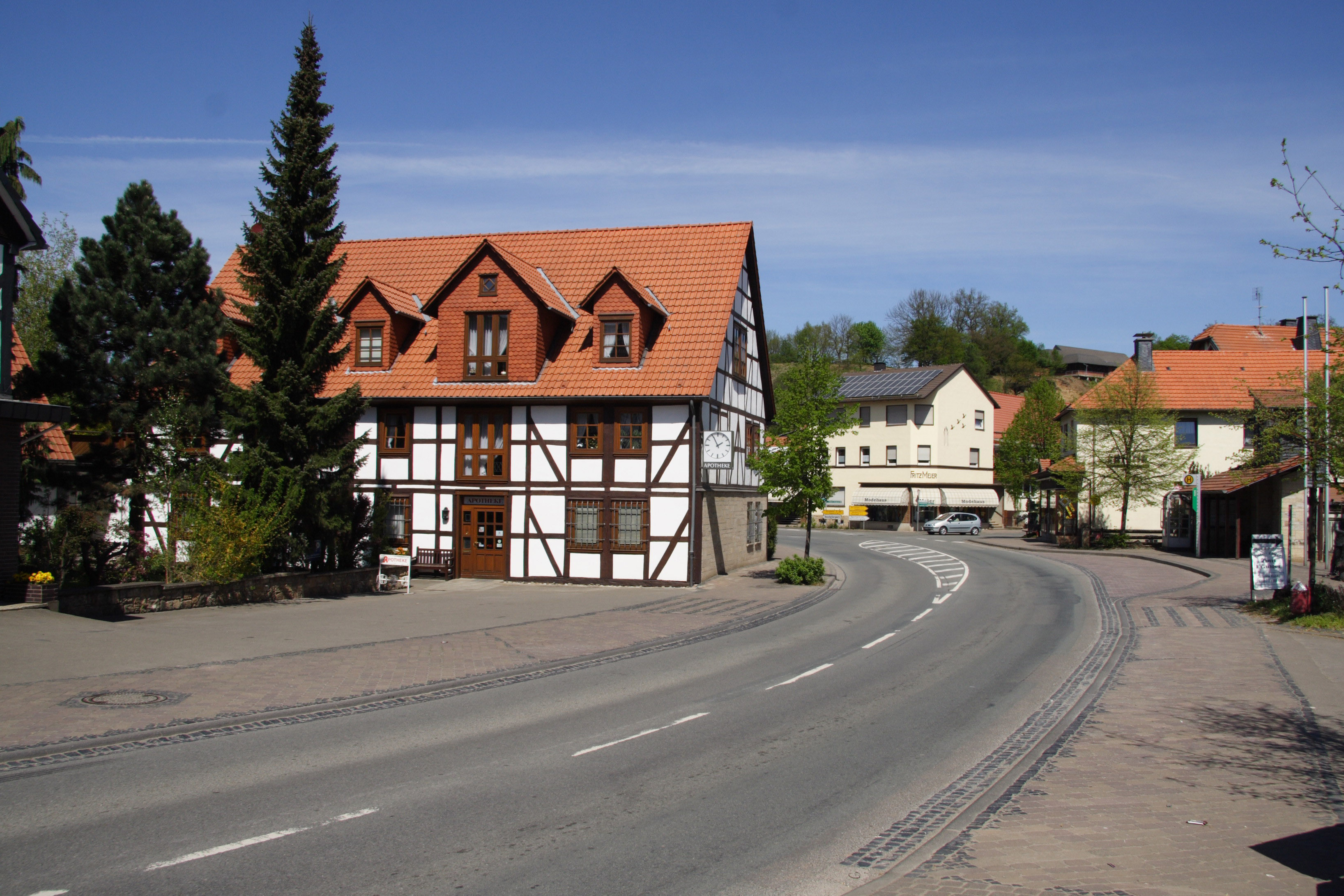
Apotheke in Adorf

## Persönlichkeiten
- Heinrich Bunsen (16. Jahrhundert), Formschneider
- Christian Friedrich Brühne (1830–1896), Landwirt und Politiker

### Söhne und Töchter der Gemeinde
- Theodor Waldschmidt (1776–1841), Verwaltungsjurist und Abgeordneter im Fürstentum Waldeck
- Wilhelm Schluckebier (* 1949), deutscher Jurist, zeitweise Richter am Bundesgerichtshof und Richter des Bundesverfassungsgerichts